# Chaika Grossman

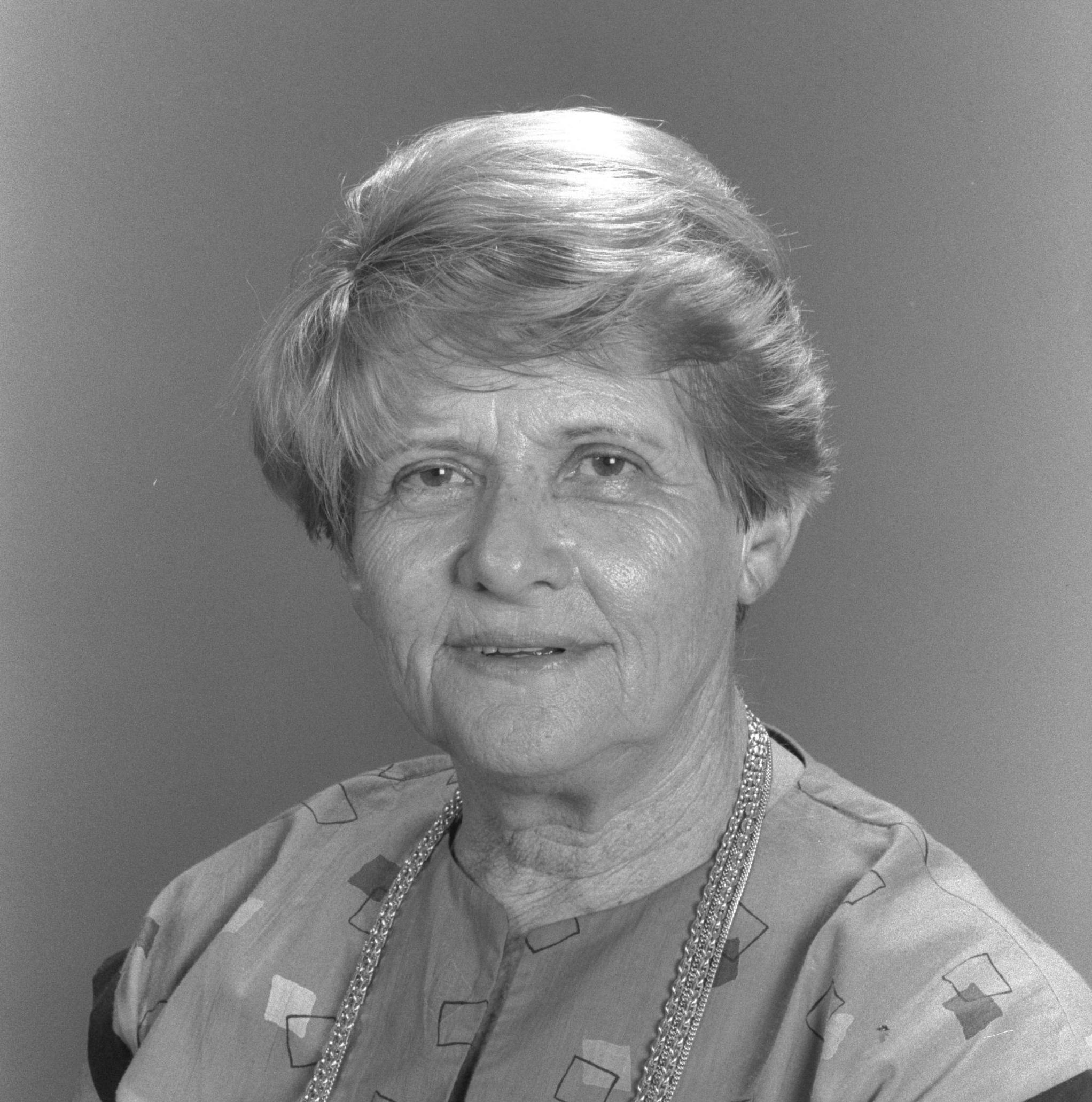
Chaika Grossman (1984)

Chaika Grossman (geboren 20. November 1919 in Białystok; gestorben 26. Mai 1996 im Kibbuz Evron, Mateh Ascher) kämpfte während der NS-Zeit im polnisch-jüdischen Widerstand und war eine Anführerin des Aufstands im Ghetto von Białystok. Nach dem Krieg emigrierte sie nach Israel und engagierte sich in der Politik. Sie war Vizepräsidentin und zuletzt Alterspräsidentin der Knesset.

## Leben

### Leben und Überleben in Polen
Chaika (oder Haika) Grossman besuchte in Białystok ein jüdisches Gymnasium. Sie war Mitglied der nationalen Leitung der zionistisch-sozialistischen Jugendorganisation Hashomer Hatzair und wurde Regionalleiterin im Bezirk Brest-Litowsk. Nach Ausbruch des Zweiten Weltkriegs flüchtete sie in das 1939 von Litauen annektierte Wilna. Als Litauen 1940 von der Sowjetunion annektiert und 1941 von der deutschen Wehrmacht erobert wurde, kehrte Grossman wie die meisten Anführer der Jugendorganisation nach Białystok zurück. Dort wurde sie entdeckt und in dem von den Deutschen eingerichteten Zwangsghetto Bialystok inhaftiert.

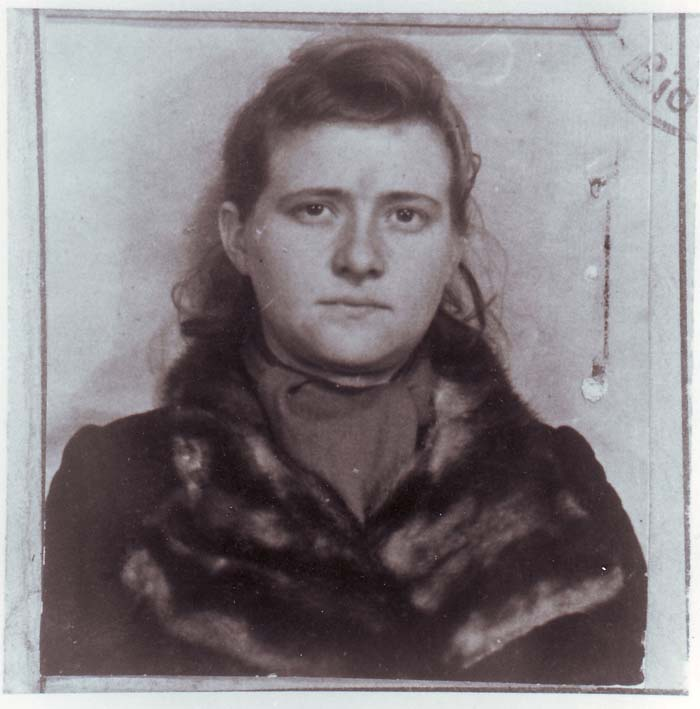
Gefälschter Pass: "Halina Woranowicz" (Chaika Grossmann)

Grossman konnte entkommen. Sie nahm die Tarnidentität einer Polin mit Namen Halina Woranowicz an und konnte sich auf diese Weise nach außen hin legal in den deutsch besetzten Gebieten Polens bewegen. Sie fungierte als Kurier für verschiedene jüdische Widerstandsinitiativen.
Ab Anfang 1942 war sie wieder im Ghetto Białystok und beteiligte sich an der Organisation des Aufstands, der im August 1943 von den Deutschen niedergeschlagen wurde. Nach der Räumung des Ghettos nahm sie gemeinsam mit der Widerstandskämpferin Chasia Bornstein-Bielicka und dem deutschen NS-Gegner Otto Busse Kontakt zu polnischen und russischen Partisanen auf. Sie beteiligte sich im August 1944 an Partisanenaktionen zur Befreiung von Białystok.

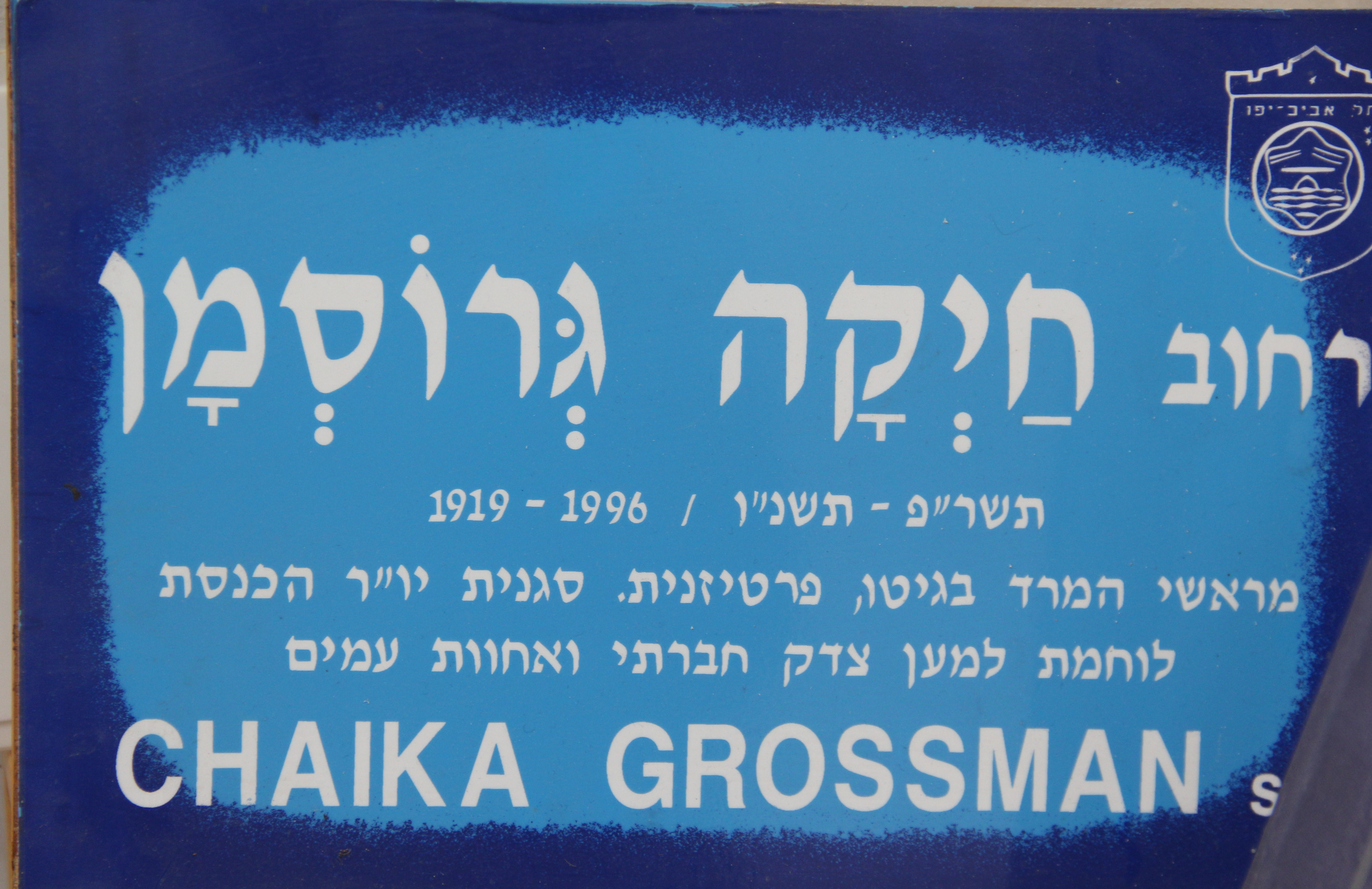
Straßenschild „Chaika Grossman“ in Tel Aviv-Jaffa, Israel

### Auswanderung und Leben in Israel
Chaika Grossman wurde Mitglied im Zentralkomitee der Juden in Polen und organisierte die illegale Einwanderung polnischer Holocaustüberlebender nach Palästina, wohin auch sie selbst im August 1948 emigrierte.
In Israel heiratete sie ihren Schulfreund und Gefährten von Hashomer Hatzair, Meir Orkin, den sie als Jugendliche in Białystok kennengelernt hatte. Orkin war bereits 1936 nach Palästina ausgewandert. Das Paar bekam zwei Töchter, Leah und Yosefa.
Grossman lebte im Kibbuz Evron und leitete das 1963 gegründete Widerstandsarchiv, das Institut und den Verlag Moreschet in Tel Aviv. Sie trat der Arbeiterpartei Mapam bei und engagierte sich in der Kommunalpolitik. Im Jahr 1969 wurde sie als Abgeordnete in die Knesset gewählt. Die von Menachem Begin angeordnete Bombardierung von Beirut im Libanonkrieg 1982 verurteilte sie. Ihrem polnischen Leidensgenossen Begin, der Jassir Arafat mit Hitler verglich, um sein Handeln zu legitimieren, rief sie in der Knesset zu: „Wir sind nicht mehr im Warschauer Ghetto, sondern im Staat Israel.“
Grossman war bis 1981 und dann wieder von 1984 bis 1988 Parlamentarierin der Mapam und der Listenverbindung HaMaʿarach. Sie war Knessetvizepräsidentin und zuletzt Alterspräsidentin der Knesset.
Grossman erlitt 1993 einen schweren Unfall, von dem sie sich nicht mehr erholte und im Mai 1996 verstarb. In Israel wurde eine Straße nach ihr benannt.

## Ehrungen und Gedenken

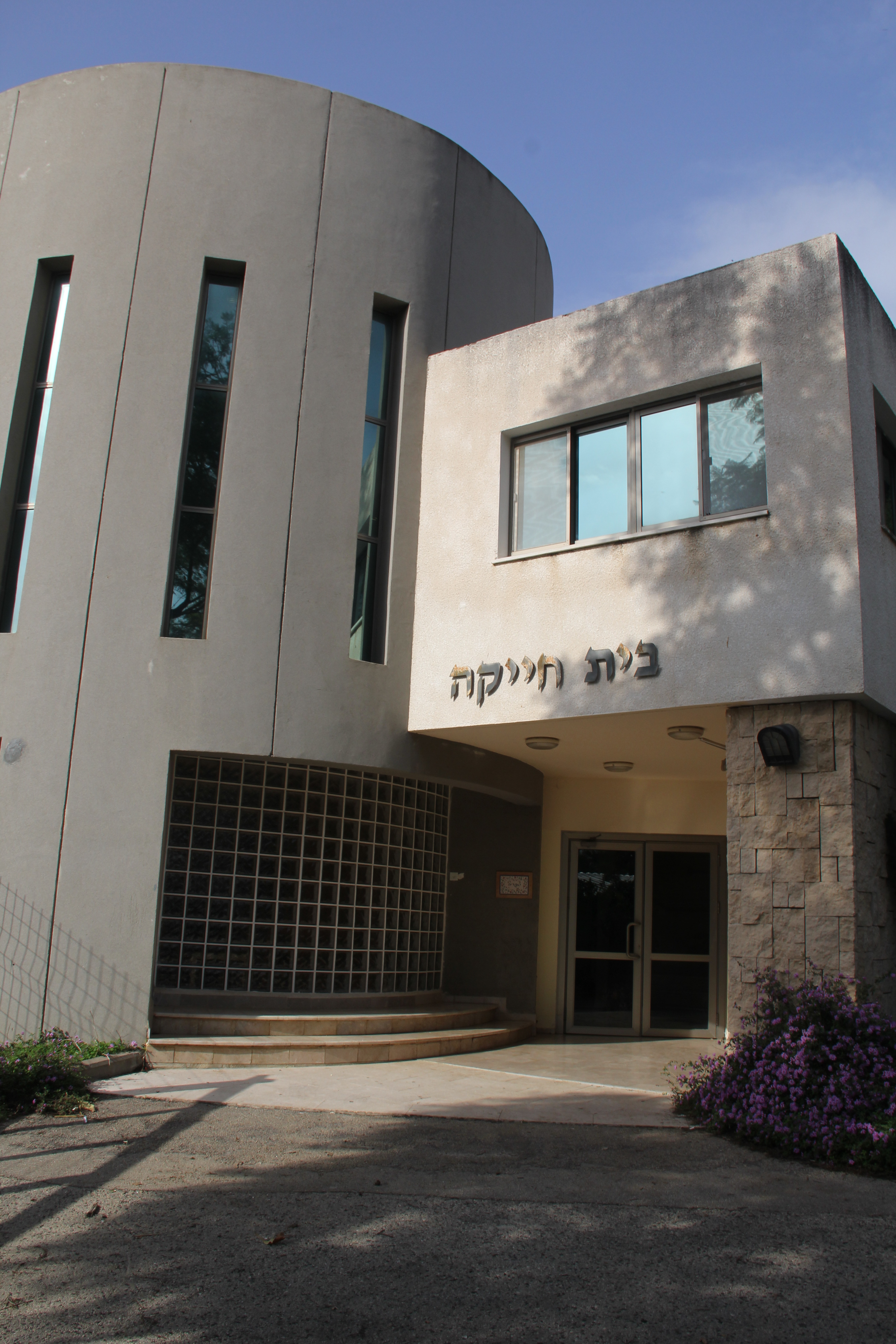
Gedenkstätte für Chaika Grossman im Bildungszentrum Beit Haika, Kibbutz Evron, Israel

Nach Kriegsende wurde Chaika Grossman vom polnischen Staat für ihre Widerstandsleistungen mit dem Order Krzyża Grunwaldu (Orden des Grunwald-Kreuzes) ausgezeichnet.
An Grossmans Leistungen erinnert das nach ihr benannte Bildungszentrum „Haika House“ im israelischen Kibbuz Evron. Darin befindet sich ein Raum mit einer Ausstellung über ihr Leben. Mehrere Straßen in Israel wurden nach ihr benannt, in Jaffa (s. Abb.), Petach Tikva, Kfar Saba, Ra'anana und in Rischon Lezion. 

## Schriften (Auswahl)
- Die Untergrundarmee. Der jüdische Widerstand in Białystok. Ein autobiographischer Bericht. Übersetzung aus dem Englischen von Ingrid Strobl. Frankfurt am Main: Fischer, 1993, ISBN 3-596-11598-1